# Sessilina horrida
Sessilina horrida är en tvåvingeart som beskrevs av Mcalpine och Schneider 1978. Sessilina horrida ingår i släktet Sessilina och familjen borrflugor. Inga underarter finns listade i Catalogue of Life.